# Энрике-и-Таранкон, Висенте
Висе́нте Энри́ке-и-Тара́нкон (исп. Vicent Enrique i Tarancón; 14 мая 1907, Бурриана — 28 ноября 1994[…], Валенсия) — испанский кардинал. Епископ Сольсоны с 25 ноября 1945 по 12 апреля 1964. Архиепископ Овьедо с 12 апреля 1964 по 30 января 1969. Архиепископ Толедо и примас Испании с 30 января 1969 по 3 декабря 1973. Апостольский администратор Мадрида с 30 мая по 3 декабря 1973. Архиепископ Мадрида с 3 декабря 1973 по 12 апреля 1983. Кардинал-священник с титулом церкви Сан-Джованни-Кризостомо-а-Монте-Сакро-Альто с 28 апреля 1969.